# 粕谷雄太
粕谷雄太（1985年12月25日—）是日本男聲優，隸屬於青二事務所。

## 配音作品

### 電視動畫
2006年
- 冒險王比特Excellion（天擊隊員）
- 飛天小女警Z（男學生）
- 神樣家族（中野高志、岡野）
- 怪俠索羅利（客人）
- 貧窮姊妹物語（學生們、男學生）

2007年
- 童話槍手小紅帽（地精）
- 物怪 化貓篇（乘客）

2008年
- 鬼太郎（第五部）（男客人、グレムリン、青年、盤子小僧2）
- ONE PIECE （2008年 - 2021年 包, 夏洛特·紐希, 河松 <孩子>）
- 地獄少女 三鼎（蒲生高道、男孩子）

2009年
- 你好 安妮 ～Before Green Gables（麥克）
- 戰場的女武神（年幼的威爾金）

2010年
- 玩伴貓耳娘 （普久原聡）

2011年
- 異國迷宮的十字路口（年幼的亞蘭）

2014年
- 境界觸發者 （時枝充）

2015年
- GANGSTA. （柯爾特）
- 刀劍亂舞 -花丸-（五虎退）
- 七龍珠改（妖怪）

2017年
- 新哆啦A夢（願望實現機、年輕人、少女的哥哥、青年）

2018年
- 續 刀劍亂舞 -花丸-（五虎退[1]）
- 忍者乱太郎（忍者學校畢業生）
- 我的英雄學院 (動畫) （真堂揺）
- 蠟筆小新（帥哥A、店員A、T恤男、搞笑藝人A、酒卷君 等）
- 鬼太郎（第六部）（赤滑[2]）

2019年
- 聖鬥士星矢 聖鬥少女翔（仙女座 瞬）

2022年
- 數碼寶貝幽靈遊戲（礦石獸）

2023年
- 可愛過頭大危機（學生）
- 東京喵喵NEW（男性）

2024年
- 刀劍亂舞 廻 -虛傳 燃燒的本能寺-（五虎退[3]）

## 外部連結
- 事務所介紹 （页面存档备份，存于）